# The Rose at the Door
The Rose at the Door è un cortometraggio muto del 1914. Non si conosce il nome del regista del film, un cortometraggio prodotto dalla Edison.
Terzo episodio del serial a un rullo della Edison Olive's Opportunities.

## Produzione
Il film fu prodotto dalla Edison Company.

## Distribuzione
Distribuito dalla General Film Company, il film - un cortometraggio in una bobina - uscì nelle sale cinematografiche statunitensi l'8 dicembre 1914.